# Агент прибульців
«Агент прибульців» (англ. Alien Agent) — канадський фантастичний бойовик 2007 р. режисера Джессі Джонсона. Головні ролі виконували: Марк Дакаскос, Біллі Зейн і Амелія Кук.

## Сюжет
Райкер — міжгалактичний воїн, який випадково потрапив на Землю, постійно бореться з бандою безжальних прибульців, відомої як Синдикат, п'ята колона прибульців, мета якої захопити планету. Фільм починається з погоні, Райкер убиває кілька синдикатних агентів.
Сейлон — головний лідер синдикату, який опинився на Землі. Його місія полягає в тому, щоб побудувати червоточину-портал між Землею і своєю рідною планетою, це дозволить дати початок повномасштабному вторгненню на Землю. Інший лідер, сексуальна і безжальна Ісіс, в ході серії пограбувань стає рішучою, щоб знищити Райкера.

## Ролі
- Марк Дакаскос — Райкер
- Амелія Кук — Ісіс
- Емма Лахана — Джулі
- Вільям Макдональд — шериф Девлін
- Кім Коутс — Карл Родерік
- Біллі Зейн — Сейлон/Том Хенсон
- Джим Шілд — Джек Брейден
- Шон О. Робертс — Джеррі
- Деррен Шахлаві — Кейлор
- Дерек Хемілтон — Джо

## Виробництво
Фільм отримав рейтинг R через деякі оголені сцени та сцени насильства. 

## Критика
Рейтинг на IMDb — 4,1/10. Фільм не був добре сприйнятий критиками. Адам-Трой Кастро в Sci Fi Weekly описав роботу як «не дуже цікаве інопланетне вторгнення, з яким борються не дуже цікавий герой і не дуже цікава героїня». Лія Голмс з журналу SFX поставила йому 1,5/5, сказавши: «Це тупо і безглуздо, але принаймні смішно», а Джордж Тіллер з PopMatters - лише 1/10. 